# Arcadis
Els arcadis (en grec antic Αρκάδες) eren el poble que vivia a la regió d'Arcàdia a Grècia. Es consideraven els habitants més antics de Grècia i s'anomenaven a si mateixos προσέληνοι ("l'origen dels hel·lens"). Segons Apol·loni de Tíana i Llucià de Samosata es consideraven més antics que la lluna.

## Orígens
Els autors antics els anomenaven αὐτοχθόνες ("autòctons") o pelasgs, i es diu que Pelasg va ser el seu primer rei. Heròdot diu que els arcadis i els cinuris eren els dos únics pobles del Peloponès que mai no havien canviat de lloc de residència. Polibi diu que eren un poble senzill en els seus costums i moderat en els seus desitjos, i que fins a la seva època tenien una gran reputació entre els grecs per la seva hospitalitat, bondat i pietat. Diu que aquest comportament era possible per les seves institucions socials, i especialment per la cultura musical que tenien, que contrarestava amb l'orografia del territori, un país muntanyós i agrest. La seva afició per la música va ser molt celebrada a l'antiguitat, i es diu que Hermes va inventar la lira al seu país, i que la siringa la va fabricar Pan, el déu tutelar de l'Arcàdia.
Es considerava que els arcadis portaven una vida senzilla, i els poetes romans van mitificar aquest fet. Els pastors eren representats vivint en un estat d'innocència i virtut, però no eren considerats gaire intel·ligents. Per viure en un terreny muntanyós, eren un poble fort i resistent, i sovint formaven part dels exèrcits mercenaris, segons Ateneu de Naucratis.

## Creences
Hermes va ser originàriament una divinitat de la natura a Arcàdia, que havia nascut al mont Cillene i havia creat el Crathis, el punt més alt del Peloponès. La deïtat més venerada va ser Pan, fill d'Hermes i protector dels pastors i dels ramats. Una altra divinitat era Àrtemis, deessa de la caça, diferent originàriament de l'Àrtemis germana d'Apol·lo encara que després es van confondre. El culte a Zeus anomenat Lykaios perquè el seu centre d'adoració es trobava al mont Liqueos, també era molt antic, i se celebrava amb sacrificis humans encara durant el període macedònic. Despina, filla de Posidó i Demèter, també va ser venerada amb molta solemnitat.

## Història i llegenda
Pausànies ofereix una llarga llista dels primers reis d'Arcàdia, a partir de la qual sembla que els arcadis es van dividir molt aviat en diversos estats independents. La primera divisió s'hauria format a partir del mític primer rei del país, Arcas, que va dividir el reialme entre els seus tres fills, Èlat, Azà i Afidant, dels quals van sorgir els diferents reis del país. A la Guerra de Troia només s'anomena un rei d'Arcàdia, Agapènor, fill d'Anceu, que va navegar amb els arcadis contra Troia amb seixanta vaixells, segons diu el Catàleg de les naus. Es diu que abans de la guerra de Troia, els arcadis havien fundat diverses colònies a Itàlia, la més important la que va dirigir Evandre, que es va instal·lar vora el riu Tiber fundant la ciutat de Pal·lantea, on molt després es fundaria Roma. Totes aquestes llegendes poden tenir un punt de versemblança si se suposa, com defensen diversos historiadors, que els antics habitants del Laci eren pelasgs, o arcadis.
Quan els doris van envair el Peloponès, els arcadis, protegits per les seves muntanyes, van conservar la independència, segons Estrabó, però els espartans, quan van voler ampliar el seu territori, van fer diversos intents per obtenir Arcàdia. Sembla que els arcadis van lluitar al costat dels messenis en les diverses Guerres messèniques. A la Segona guerra messènica, els arcadis van acollir els messenis vençuts i els van donar esposes d'entre les seves filles. El arcadis estaven organitzats en ciutats independents fins que van formar la lliga Arcàdia, el 371 aC, inspirada pel líder tebà Epaminondes. Els arcadis van aprovar també fundar una nova ciutat, seu confederal del govern, anomenada Megalòpolis, que es va construir immediatament i va ser poblada per arcadis de quaranta ciutats.
Com a país muntanyós, la regió va ser lloc de refugi, i les poblacions originals es van barrejar amb els aqueus expulsats pels doris. La seva llengua era el grec micènic. A causa de la seva suposada senzillesa de vida (associada a la felicitat) els poetes assimilaven la paraula Arcàdia a un lloc feliç, que va donar lloc fins i tot a un tipus de poesia pastoral anomenat Arcadisme. Algunes colònies europees fundades modernament als Estats Units o Austràlia portaven el nom d'Arcàdia en aquest sentit.